# Leidse fles

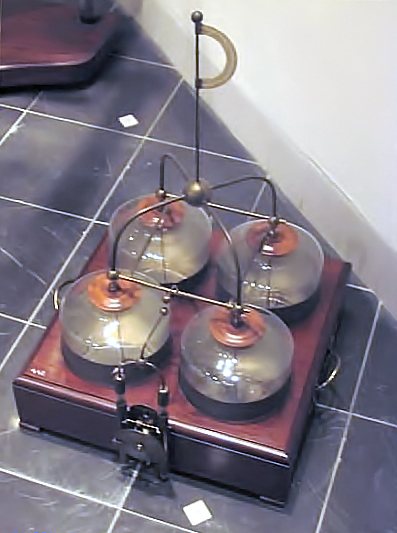
Leidse flessen, Rijksmuseum Boerhaave, Leiden

Een Leidse fles is de eerste uitvoering van een condensator. 

## Ontwerp
De Leidse fles bestaat uit een wijde glazen fles die van buiten met tinfolie is bekleed. De fles is gevuld met (geleidend) water. Het glas van de fles isoleert en fungeert als diëlektricum. Aan de bovenkant van de fles zit een bolvormige elektrode die in verbinding staat met het water in de fles. Via de bol kan lading worden afgenomen of toegevoerd. 

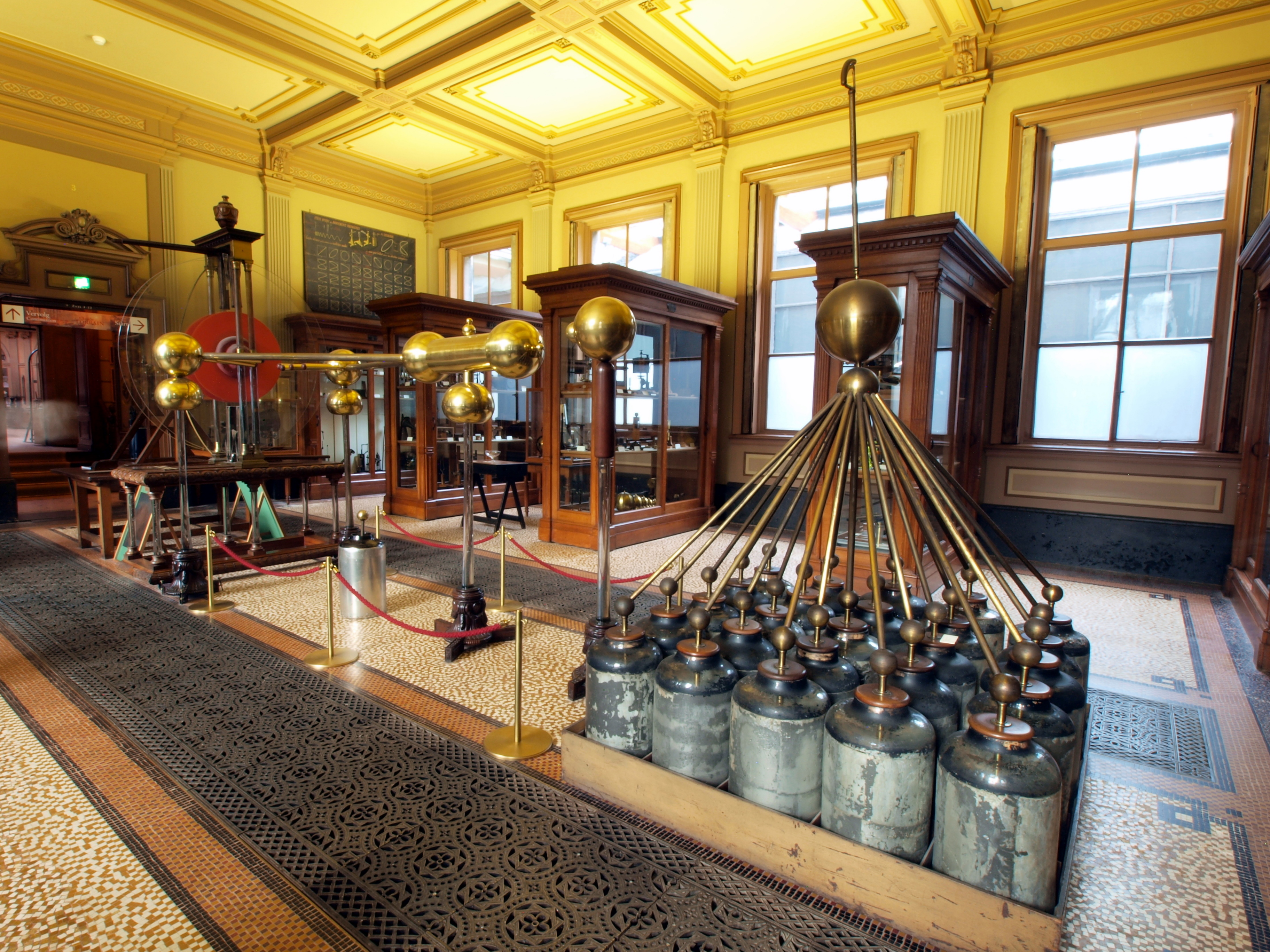
Grote elektriseermachine in het Teylers Museum met een batterij Leidse flessen op de voorgrond

Een Leidse fles kan worden opgeladen met een elektriseermachine zoals een vandegraaffgenerator. Met de lading die opgeslagen is in een Leidse fles, kunnen spectaculaire (en gevaarlijke) experimenten gedaan worden.

## Batterij
Een aantal parallel geschakelde Leidse flessen wordt een batterij genoemd. Zo'n batterij heeft een grotere elektrische capaciteit en kan dus meer lading bevatten. Zij werd ter vermaak gebruikt in publieksexperimenten, waarin het publiek bij aanraking van de batterij een schok kreeg.

## Geschiedenis
De Leidse fles werd in 1746 in Leiden uitgevonden door Pieter van Musschenbroeck, die toen hoogleraar natuurkunde was aan de Universiteit van Leiden. Een jaar eerder was een dergelijke methode om elektrische lading op te slaan al uitgevonden door de Pruisische Duitser Ewald Georg von Kleist, maar doordat Van Musschenbroek over zijn vondst publiceerde, heeft zijn vondst ook internationaal de naam Leidse fles gekregen.
De Engelse natuurkundige William Watson verbeterde het ontwerp van de Leidse fles, door zowel de binnen- als de buitenzijde van metaalfolie te voorzien.

### Franklin
Benjamin Franklin gebruikte in 1752 een Leidse fles om met zijn vlieger de elektrische lading van de omgeving tijdens een onweer op te vangen. Zo bewees hij dat bliksem elektriciteit is.